# Бук восточный
Бук восто́чный (лат. Fāgus orientālis) — вид цветковых растений рода Бук (Fagus) семейства Буковые (Fagaceae).

## Ботаническое описание
Представители вида — деревья высотой до 50 м, с мощной и густой яйцевидной или широкоцилиндрической, закруглённой на вершине кроной. Ствол колонновидный, покрытый светло-серой гладкой тонкой корой. Молодые побеги вначале свисающие, опушённые; затем голые, коленчатые, коричневатые, по мере одревеснения — поднимающиеся.
Почки длиной до 2 см, веретенововидные, со светло-коричневыми чешуями. Листья очерёдные волнистые цельнокрайные, иногда реснитчатые или редкозубчатые, эллиптические (наибольшая ширина выше середины), длиной 7—11 (5—20) см и шириной 2,5—8 (до 11) см, с клиновидным основанием и постепенно заострённые на вершине, сверху голые тёмно-зелёные, блестящие, снизу по жилкам опушённые. Черешки опушённые, длиной 0,5—2 см. Прилистники красноватые, рано опадающие. Осенью листья становятся бледно-, а затем коричнево-жёлтыми и опадают.
Цветки мелкие, невзрачные, в сложных соцветиях, составленных из дихазиев, однополые (редко обоеполые), однодомные. Околоцветник тычиночных цветков ширококолокольчатый, около 5 мм длины, с пятью-шестью широкоовальными лопастями, покрытыми по краям чёрными, реже белыми волосками. Тычиночные цветки собраны в многоцветковые головчатые соцветия, свисающие на длинных цветоносах из пазух листьев. Тычинок до двенадцати; иногда имеются рудиментарные пестики. Пестичные цветки собраны по два (четыре) и окружены четырёхлопастной обёрткой (плюской), сидящей на коротком прямостоячем цветоносе. Плюска с наружной стороны несёт многочисленные видоизменённые листочки. Околоцветник трёх- или пятилопастный, сросшийся с нижней трёхгнёздной завязью; столбики в числе трёх, переходящие в длинные, волосистые, нитевидные, изогнутые рыльца. Цветёт в мае — июне, одновременно с распусканием листьев. Опыляется ветром.

Плод — коричневый блестящий остротрёхгранный одно-, реже двусемянный коричневый орех длиной 1,2—2,2 см и шириной 0,5—1 см, несколько короче лопастей плюски, с тонким деревянистым околоплодником. Орехи по два-четыре в плюске, раскрывающейся при созревании плодов на четыре доли. Орешки созревают в конце сентябре и осыпаются в октябре. Вес 1000 орехов 285 г; в 1 кг 3500 штук. Урожайные годы через три-четыре года в нижних частях гор и через 9—12 лет в высокогорных районах. Урожай орехов 20—1000 кг с гектара. Плодоносить начинает с 40—50 лет.
|                              |  |
| Слева направо: листья; плоды |  |

## Распространение и экология

Карта ареала бука восточного

В природе ареал вида охватывает Болгарию, Грецию, Турцию, Россию (Крым и Северный Кавказ), страны Закавказья и север Ирана.
На Кавказе встречается от уровня моря и до высоты 2300 м в субальпийском поясе, в Крыму поднимается до 1360 м. Образует обширные леса.
Весьма теневынослив, поэтому возобновляется под пологом разных лесов. Растет медленно, особенно в первые 30 лет. Способен давать пнёвую поросль. Живёт до 500 лет.
Теплолюбивая порода, требовательная к влажности воздуха и почвенному плодородию.

## Леса с буком восточным
Формирует леса с собственным преобладанием. Встречается в эвксинских и гирканских дубово-грабовых и кавказских грабовых лесах. Эти умеренные широколиственные леса относятся к растительности неморальной лесной зоны (см. неморальная растительность). Буковые леса занимают на Кавказе 25 % всей лесной площади (около 1 млн га). Наиболее развиты они на высоте 600—1000 м над уровнем моря. На затенённых склонах с бурыми, хорошо увлажнёнными почвами эти леса наиболее производительны (запас древесины — до 1000 м³/га), древесный полог в них сомкнут, почти нет подлеска и травяного покрова.
Буковые леса делятся на субальпийские, мезические и термофильные. В субальпийском поясе бук растёт в виде низкорослых многоствольных деревьев, часто с изогнутыми у основания или совсем полёгшими стволами. В субальпийских и мезических лесах буку сопутствуют хвойные деревья: пихта Нордмана, ель восточная и тис ягодный. По мере роста в них доли пихты они превращаются в буково-пихтовые леса. Диагностическими видами субальпийских и граничащих с ними буковых лесов являются: клён Гельдрейха, рябина обыкновенная, жимолость восточная и многие другие виды растений. Травяной ярус отличается преобладанием субальпийских и субальпийско-лесных видов растений: кавказалии понтийской, вороновии прекрасной, белокопытника белого (Petasites albus), валерианы липолистной и прочих.
В сложении термофильных буковых лесов принимают участие деревья и кустарники, свойственные субсредиземноморским лесам неморальной лесной зоны и балканскому псевдомаквису, а именно: дуб пушистый, граб восточный, ясень манновый, кизил мужской, бирючина обыкновенная и так далее. Они устойчивы к сухому жаркому климату.

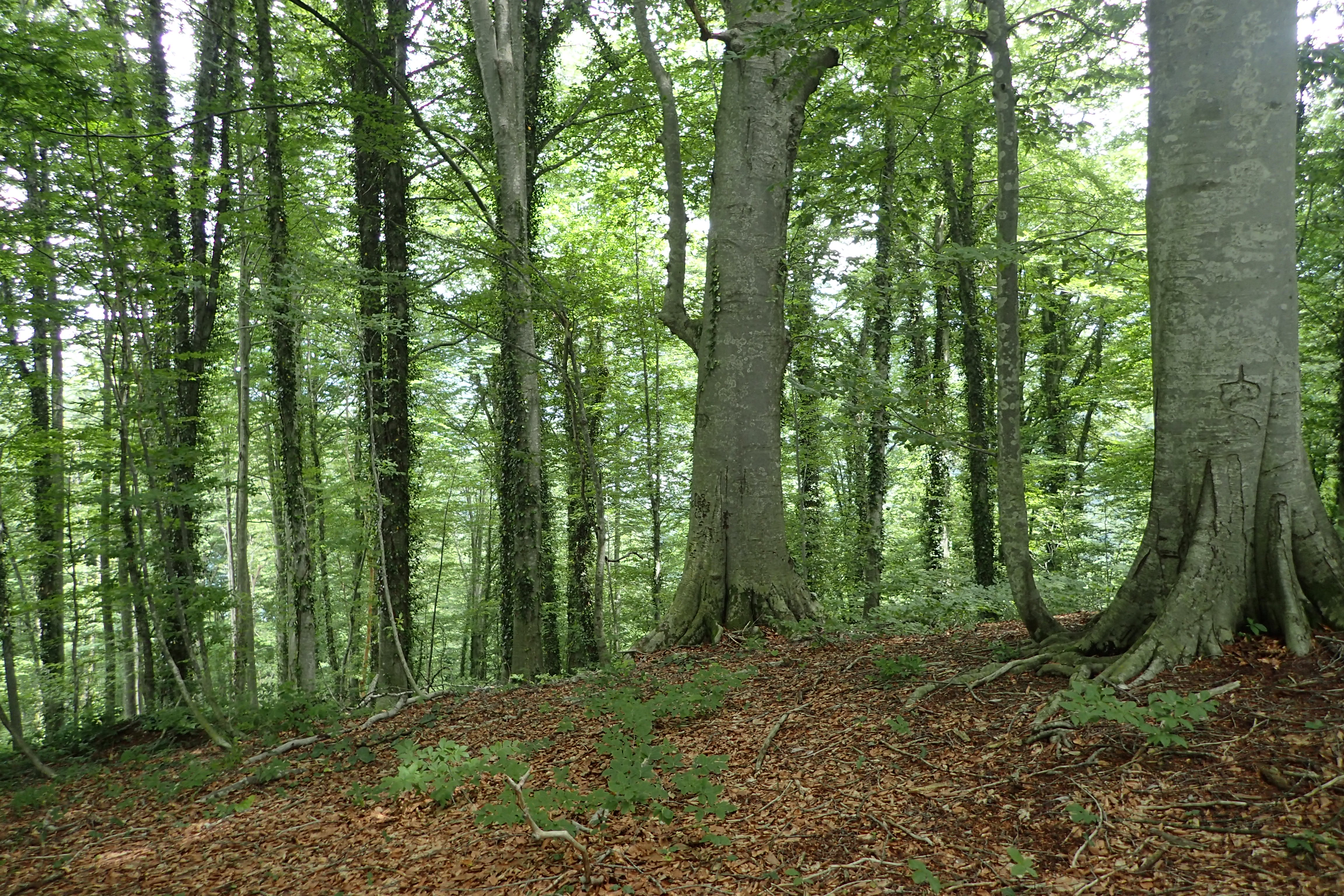
Буковый лес в Грузии
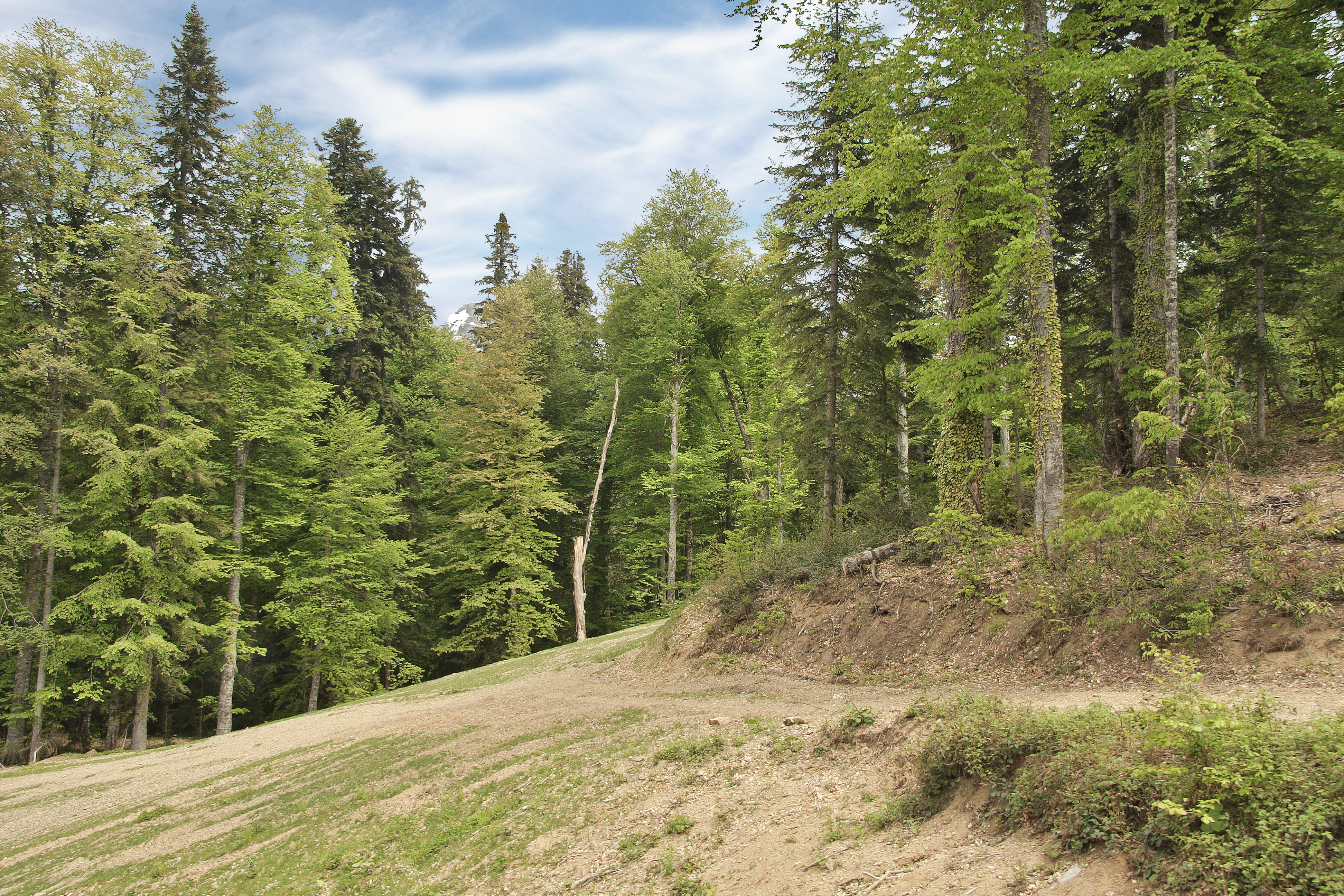
Бук восточный и пихта Нордмана в Краснодарском крае

### Древостой

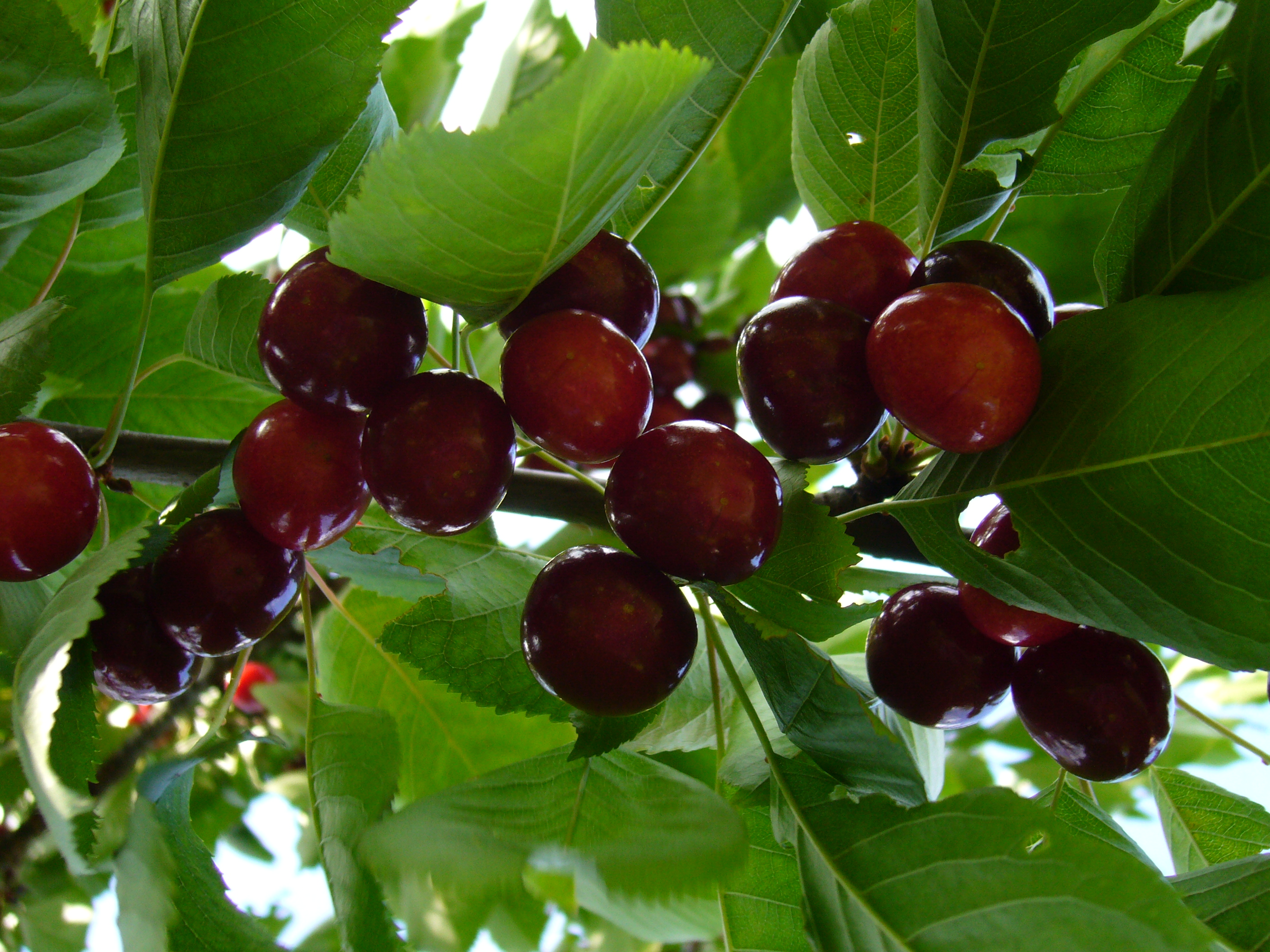
Черешня

Буковые леса высокоствольны (достигают 30 м и более). Древостой, за некоторыми исключениями, делится на два подъяруса. Здесь бук восточный соседствует с большим количеством видов деревьев, в число которых входят: дуб скальный, дуб крупнопыльниковый, граб обыкновенный, липа опушённостолбиковая, явор, клён каппадокийский и клён бархатистый, ясень высокий и рябина глоговина. В эвксинских дубово-грабовых лесах обычен каштан посевной, а в гирканских — парротия персидская, заходящая также в буковые леса. В древостое буково-пихтовых лесов отмечена примесь вяза шершавого. Черешня — распространённый, хотя и немногочисленный ценный вид буковых лесов. В дубово-грабовых и гирканских буковых лесах к ней добавляется хурма обыкновенная. Алыча характерна для предгорных дубово-грабовых лесов. Кавказский подвид груши обыкновенной населяет грабовые леса.

### Подлесок
Подлесок буковых лесов там, где он есть, состоит из вечнозелёных и листопадных видов кустарников, при этом вечнозелёные нередко доминируют над листопадными. Для буковых лесов типичны следующие кустарники: рододендрон понтийский и рододендрон жёлтый, черника кавказская, лавровишня лекарственная, падуб колхидский, волчеягодник понтийский, бузина чёрная и зверобой жимолостелистный. Наряду с ними встречаются такие виды, как лещина обыкновенная, бересклет широколиственный, кизил кроваво-красный, калина гордовина и калина восточная. Примером более редких видов с ограниченными ареалами является рододендрон Унгерна — обитатель лесов эвксинской провинции. К полукустарникам буковых лесов относятся: иглица колхидская, даная кистистая, ежевика кавказская и ежевика щетинистая. Авторы разных научных публикаций рассматривают виды ежевики в составе подлеска или травяного яруса.

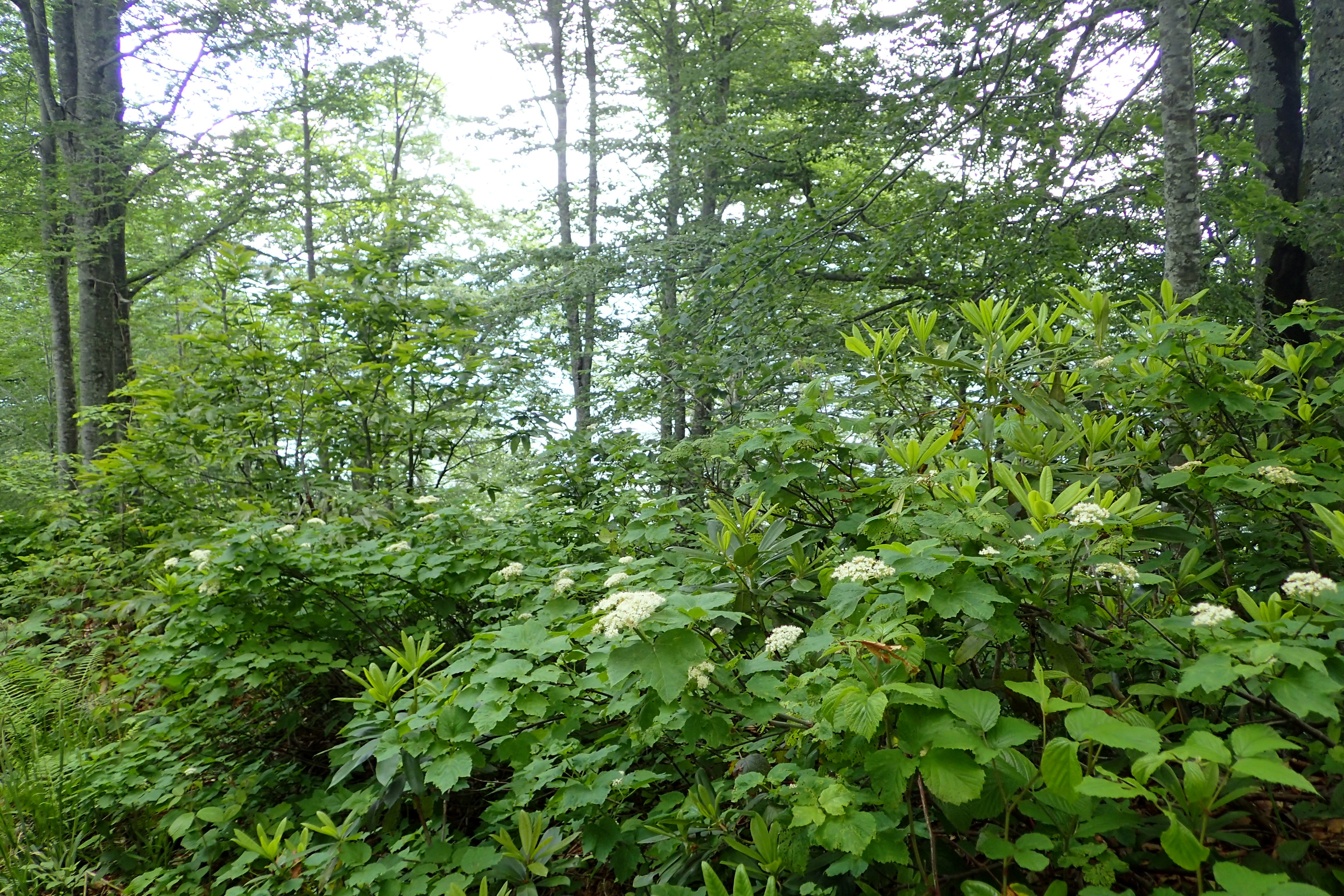
Цветёт калина восточная
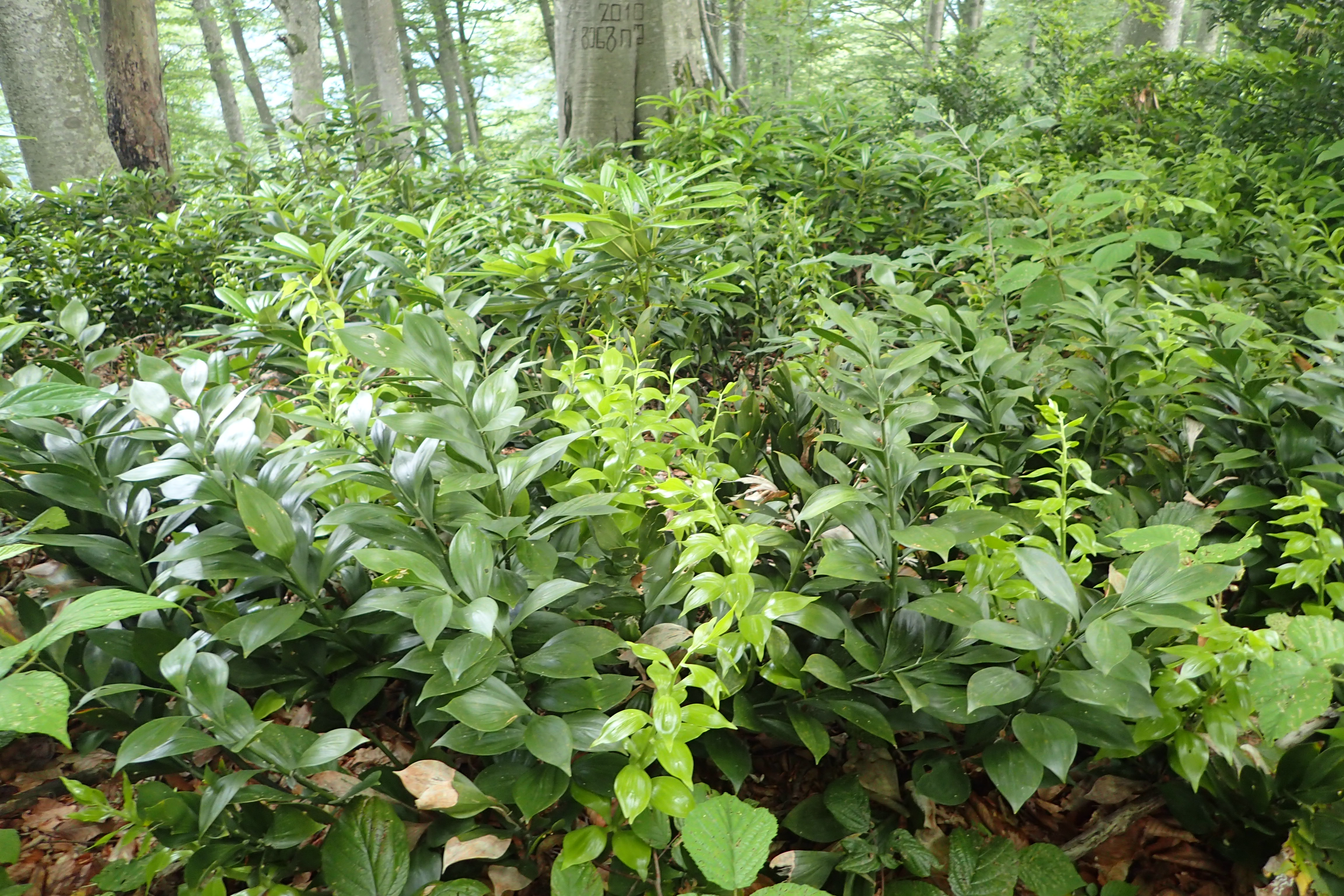
Букняк рододендровый. Впереди иглица колхидская.

### Травяной и моховой покров

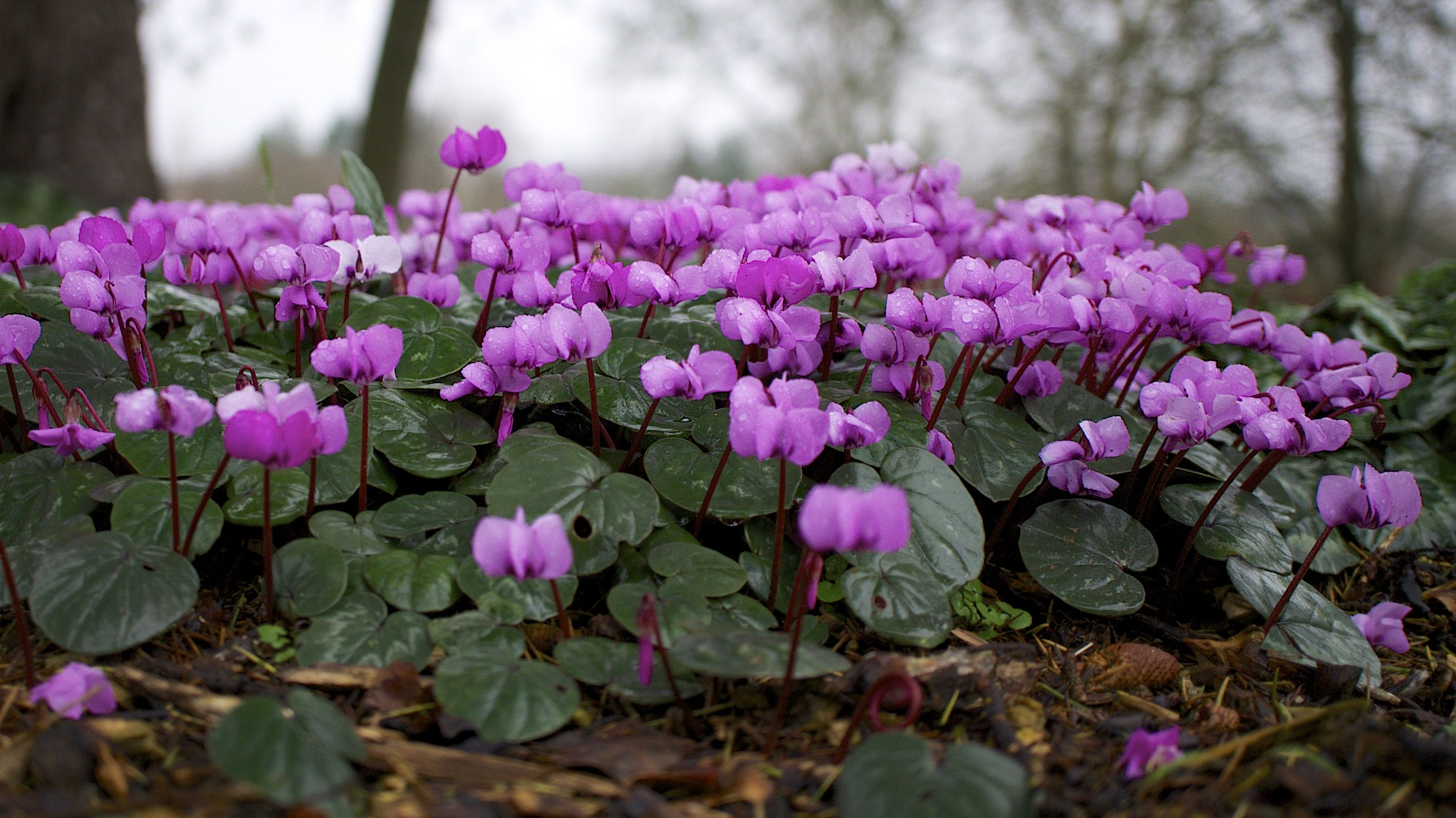
Цикламен косский

Травяной ярус, покрытие которого варьируется в широких пределах, обычно делится на подъярусы. Верхний образован папоротниками, видами герани и прочим высокотравьем. Нижний состоит из копытня, земляники и других приземистых растений. Список диагностических видов обширен. Он включает некоторые папоротники. В буковых лесах разных регинов повторяется многорядник шиповатый. Для лесов отдельных регионов характерны: костенец сколопендровый, щитовник расширенный и кочедыжник женский. Декоративны сопутствующие буку цикламен косский, бруннера крупнолистная, местный подвид аронника итальянского и кирказон понтийский. Прочими диагностическими видами буковых лесов являются: подмаренник душистый, трахистемон восточный, овсяница лесная (Festuca drymeja), двулепестник парижский, ожика Форстера, горянка перистолистная, вороний глаз неполный, копытень промежуточный, сердечник извилистый, шалфей железистый и так далее. Некоторые виды, такие как молочай миндалевидный, часто растут вместе с буком, но для соответствующих ему лесов уже не характерны. Обнаруженные в буковых лесах морозник восточный и шафран прекрасный сравнительно редки.
Моховой покров как ярус в буковых лесах отсутствует.

### Вьющиеся растения
Лианы, особенно крупные, простираются за рамки конкретного яруса, используя деревья в качестве опоры. Леса, сформированные буком восточным, богаты видами плюща, которых насчитывается три вида: обыкновенный, колхидский и Пастухова. Кроме плюща, в буковых лесах встречается сассапариль высокий. Для грабовых лесов указывается жимолость каприфоль. Рядом с буком в соответствующих и дубово-грабовых лесах произрастают диоскорея обыкновенная, повой лесной и другие вьющиеся травы.

## Значение и применение

### Свойства древесины
Древесина белого цвета с желтоватым оттенком. Заболонь по цвету не отличается от спелой древесины. У перестойных деревьев часто встречается ложное ядро красно-бурого цвета. Годичные кольца хорошо заметны на всех разрезах.
Древесина обладает высокими физико-механическими свойствами, но отличается малой стойкостью в отношении гниения, уступает по прочности и долговечности древесине дуба, каштана, хвойных, поэтому меньше употребляется в строительстве, а используется главным образом, в мебельном производстве (из неё делали гнутую «венскую» мебель), а также для паркета и бочарной клепки. Из неё делают кровельную дранку и шпалы после пропитки специальными составами.
| Влажность в % | Объемный вес (в г/см³) | Коэффициент объемной усушки | Сопротивление (в кг/см²) | Сопротивление (в кг/см²) | Сопротивление (в кг/см²) | Твёрдость в торцовом направлении (в кг/см²) | Ударный изгиб (в кг/см³) |
| Влажность в % | Объемный вес (в г/см³) | Коэффициент объемной усушки | сжатию вдоль волокон     | статическому изгибу      | скалыванию               | Твёрдость в торцовом направлении (в кг/см²) | Ударный изгиб (в кг/см³) |
| ------------- | ---------------------- | --------------------------- | ------------------------ | ------------------------ | ------------------------ | ------------------------------------------- | ------------------------ |
| 15            | 0,65                   | 0,55                        | 461                      | 938                      | 99                       | 571                                         | 0,37                     |

Сухой перегонкой из древесины бука отгоняют деготь, а из него креозот, обладающий антисептическими свойствами. Буковые дрова имеют высокую теплотворную способность. Из золы получают поташ.

### Кормовая и пищевая ценность
Орехи содержат в сухом веществе до 42 % жира, 22 % белка, 19 % безазотистых экстрактивных веществ. В масле содержится линоленовая кислота.
Полувысыхающее масло из орехов обладает прекрасным вкусом, используется в пищу и применяется в технике.
Плоды излюбленный корм для свиней, кабанов, для которых являются нажировочным кормом. Отчасти поедаются белкой, барсуком, косулей, тетеревом кавказским. Листья бука в свежем и сухом виде поедаются жвачными животными.
Жмыхи употребляются в корм всеми видами сельскохозяйственных животных без каких-либо вредных последствий.
Имеются указания, что поедание в больших количествах буковых орехов и жмыхов вызывает выкидыш у коров, а у человека головные боли. Это объясняется присутствием в орехах ядовитого алкалоида фагина.

### Прочее
В зелёном строительстве встречается обычно в садах и парках Крыма и Кавказа, как дерево, оставшееся от естественного леса. Курортные лесопарки часто в своей основе состоят из этого вида, который, так же как бук европейский (Fagus sylvatica), хорошо выдерживает стрижку, но в отличие от него даёт поросль от пня до глубокой старости. Район возможной культуры — область естественного ареала: Западная Украина, Белоруссия, Калининградская область.

## Таксономия
Вид Бук восточный входит в род Бук (Fagus) семейства Буковые (Fagaceae) порядка Букоцветные (Fagales).
В одних источниках считается самостоятельным видом, в других — понижается до подвида в рамках вида Бук лесной (Fagus sylvatica).
|  |                                      |  |                                                             |                                                             |                   |  | ещё 7 семейств (согласно Системе APG II) | ещё 7 семейств (согласно Системе APG II) |                   |  |  |  | ещё около 360 видов |
|  |                                      |  |                                                             |                                                             |                   |  | ещё 7 семейств (согласно Системе APG II) | ещё 7 семейств (согласно Системе APG II) |                   |  |  |  | ещё около 360 видов |
|  |                                      |  |                                                             | порядок Букоцветные                                         |                   |  |                                          |                                          | род Бук           |  |  |  |                     |
|  |                                      |  |                                                             | порядок Букоцветные                                         |                   |  |                                          |                                          | род Бук           |  |  |  |                     |
|  | отдел Цветковые, или Покрытосеменные |  |                                                             |                                                             | семейство Буковые |  |                                          |                                          | вид Бук восточный |  |  |  |                     |
|  | отдел Цветковые, или Покрытосеменные |  |                                                             |                                                             | семейство Буковые |  |                                          |                                          |                   |  |  |  |                     |
|  |                                      |  | ещё 44 порядка цветковых растений (согласно Системе APG II) | ещё 44 порядка цветковых растений (согласно Системе APG II) |                   |  |                                          | ещё 9 родов                              | ещё 9 родов       |  |  |  |                     |
|  |                                      |  |                                                             | ещё 44 порядка цветковых растений (согласно Системе APG II) |                   |  |                                          |                                          | ещё 9 родов       |  |  |  |                     |